# بشناق سوريا
البشناق في سوريا، المعروفون أيضًا باسم البوسنيون في سوريا، هم مواطنو سوريا الذين ينتمون أو ينحدرون من عِرق البشناق. حيث يشكلون إحدى الأقليات العرقية الأصغر في البلاد.
مع مرور الزمن، تعرَّب جزء كبير من المجتمع البوسني. لهذا السبب، غالبًا ما يُحسبون على أنهم «عرب». في الواقع ، فإن العديد من البوسنيين الذين يعتنقون الإسلام يعرّفون أنفسهم بأنهم عرب، ومع ذلك، لا يزال هناك البعض ممن احتفظوا بهويتهم الوطنية.

## التاريخ
في القرن التاسع عشر، هاجر بعض البشناق بعد طردهم من أراضي البلقان بسبب إسلامهم تحت الحكم المسيحي بعد الاحتلال النمساوي المجري للبوسنة والهرسك عام 1878، فلجؤوا إلى سوريا العثمانية وتركيا؛ كان معظمهم من غالبية سنية، وقلة قليلة شيعية.

## طالِع أيضًا
- البشناق في الوطن العربي